# Завада (Нижньосілезьке воєводство)
Завада (пол. Zawada) — село в Польщі, у гміні Сицув Олесницького повіту Нижньосілезького воєводства.
Населення — 468 осіб (2011).
У 1975-1998 роках село належало до Каліського воєводства.

## Демографія
Демографічна структура станом на 31 березня 2011 року:
|          | Загалом | Допрацездатний вік | Працездатний вік | Постпрацездатний вік |
| -------- | ------- | ------------------ | ---------------- | -------------------- |
| Чоловіки | 226     | 50                 | 164              | 12                   |
| Жінки    | 242     | 59                 | 147              | 36                   |
| Разом    | 468     | 109                | 311              | 48                   |